# Kloster Michelstetten

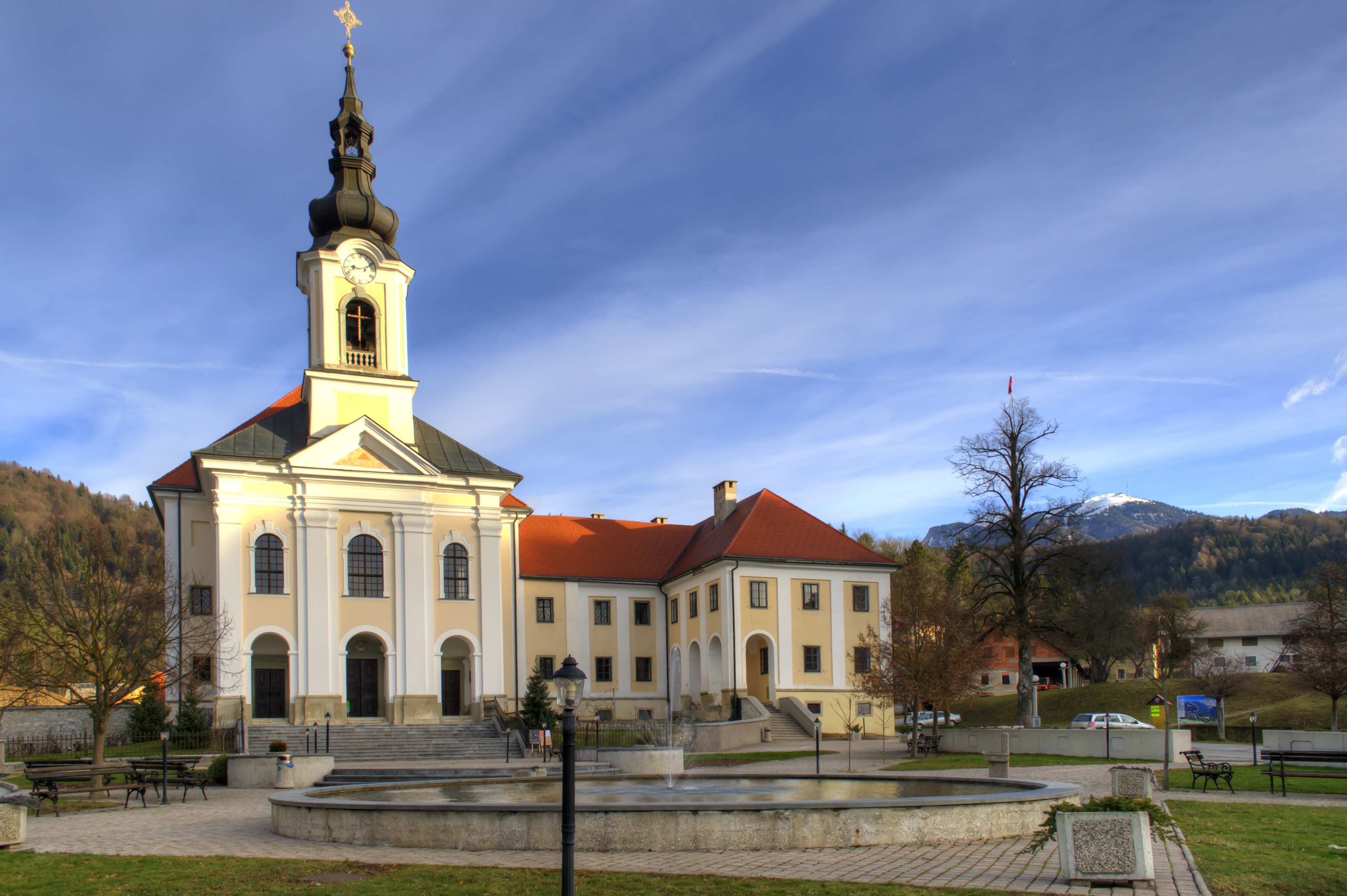
Ehemaliges Kloster Michelstetten in Adergas

Das Kloster Michelstetten war ein Kloster der Dominikanerinnen in Adergas nahe der Ortschaft Michelstetten (slowenisch Velesovo) bei Krainburg in der Oberkrain.

## Geschichte
Das Kloster war eine Tochtergründung des Wiener Maria-Magdalena-Klosters und wurde auf Initiative des Patriarchen Bertold II. aus Aquileia von Gerloch von Stein 1238 gestiftet.
1248 gab Heinrich von Schenkenberg dem Dominikanerinnenkloster zum Schadenersatz eine Vogtei und am 12. Februar 1264 dem Dominikanerinnenkloster Studenitz, woselbst sich seine Tochter Agnes befand, 5 Huben zu St. Georg und 7 bei Monperis im Dorf Weitersgesinz.
Im Jahr 1471 wurde das Kloster von den Türken geplündert und gebrandschatzt. Nachdem 1644 die Kapuziner die Seelsorge übernahmen, wurde Adergas als Wallfahrtsort belebt. Um 1770 wurde an neuer Stelle das heutige Klostergebäude und die Kirche nach Plänen des Architekten Candido Zulliani (1712–1769) errichtet. Im Zuge der Josephinischen Kirchenreform erfolgte 1782 die Aufhebung des Klosters.

## Klosterkirche
In der Kirche befinden sich sieben Bilder des Kremser Malers Schmidt.